# Saugnac-et-Cambran
Saugnac-et-Cambran – miejscowość i gmina we Francji, w regionie Nowa Akwitania, w departamencie Landy.
Według danych na rok 1990 gminę zamieszkiwały 1253 osoby, a gęstość zaludnienia wynosiła 94 osób/km² (wśród 2290 gmin Akwitanii Saugnac-et-Cambran plasuje się na 347. miejscu pod względem liczby ludności, natomiast pod względem powierzchni na miejscu 861.).